# Bianka Minte-König

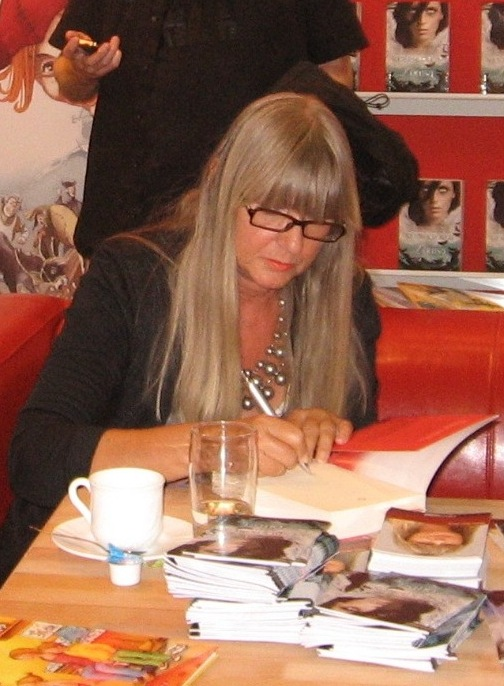
Bianka Minte-König signiert auf der Frankfurter Buchmesse 2011 ein Buch

Bianka Minte-König (* 28. Juli 1947 in Berlin) ist eine deutsche Schriftstellerin und Professorin für Literatur-, Medien- und Theaterpädagogik.

## Leben
In Berlin als Tochter eines Buchhändlers geboren, lebt Bianka Minte-König in Braunschweig-Riddagshausen sowie auf der Insel Mallorca. Sie ist verheiratet und hat zwei Kinder, eine 1983 geborene Tochter und einen 1990 geborenen Sohn.
Minte-König studierte an der Ruhr-Universität Bochum Literaturwissenschaft, Publizistik und Pädagogik. Das Studium schloss sie 1974 als Magistra Artium (M.A.) in Pädagogik mit einer Arbeit über Kinderfernsehen ab. 1975 promovierte sie in Literaturwissenschaft und deren Didaktik.
Nach ihrem Studium arbeitete sie zunächst als wissenschaftliche Mitarbeiterin beim Adolf-Grimme-Institut für Medienforschung des Deutschen Volkshochschulverbandes (VHS-Verband) und betreute dort zwei Forschungsprojekte des VHS-Verbandes in Zusammenarbeit mit dem ZDF und dem NDR. In ihrer Zeit am Institut befasste sie sich in wissenschaftlichen Publikationen u. a. „mit medien- und kommunikationstheoretischen Fragen“ und verfasste „umfangreiche Lexikon und Handbuchbeiträge“. Im Alter von 28 Jahren wechselte sie 1975 an die Fachhochschule Braunschweig/Wolfenbüttel, an der sie seit 1980 als Hochschullehrerin im Fachbereich Sozialwesen Literatur-, Medien- und Theaterpädagogik lehrt. Sie „beschäftigt sich in Theorie, Forschung und Praxis mit kommunikationswissenschaftlichen Fragestellungen dieser Lehrgebiete“. Drei Jahre war sie zudem als Frauenbeauftragte der Hochschule, in einem langen Zeitraum als Mitglied des Fachbereichsrates und sechs Jahre (1995–2001) als Dekanin ihres Fachbereiches tätig. In ihrer Funktion als Frauenbeauftragte setzte sie sich „besonders für die Förderung von Mädchen in Naturwissenschaft und Technikstudiengängen ein sowie für die Berufung von Frauen in technischen Lehrgebieten“.
In Riddagshausen wurde unter Minte-Königs Regie eine alte Scheune zu einem Kulturzentrum für Kinder (KinderMedienScheune) umgebaut, das eine Galerie für Kinder- und Bilderbuchillustratoren (KinderMedienGalerie), eine Fach- und Forschungsbibliothek für Bilderbücher (BraunschweigerBilderBuchArchiv) sowie ein Institut zur Erforschung und Planung von Kindermedien und für die Vermittlung von Autorenlesungen (KinderMedienInstitut) einschließt. Parallel dazu hat Minte-König zehn Jahre lang das Kindertheater Fabula geleitet und dafür Stücke geschrieben. Ferner hat sie Schreibwerkstätten veranstaltet, in denen Frauen und Mädchen das autobiografische Schreiben lernen und ausprobieren konnten. „Aus ihrer Arbeit und durch ihre Initiative“ sind auch die Braunschweiger Bilderbuch-Ausstellung und der Eulenspiegel-Bilderbuchpreis der Stadt Schöppenstedt hervorgegangen.

## Literarischer Werdegang
Bianka Minte-König begann 1996 im Alter von 49 Jahren Kinder- und Jugendbücher zu verfassen, von denen einige in bis zu 22 Sprachen übersetzt und zu Bestsellern wurden. In Deutschland sind bis Anfang 2009 gut 1,7 Millionen Exemplare ihrer Jugendbücher verkauft worden – davon alleine in der 1998 gestarteten Reihe Freche Mädchen – freche Bücher mit rund 20 Titeln mehr als 1,2 Millionen Bücher – im Ausland etwa eine halbe Million.
Einige Titel der von Minte-König verfassten Freche Mädchen-Bücher wurden als Hörbuch bzw. Hörspiel vertont – ein Teil davon mit ihrer Tochter Gwyneth Minte als Sprecherin. Hinzu kommen weitere Veröffentlichungen innerhalb der Buchreihe Liebe & Geheimnis (sieben Titel) und in der erzählenden Kindersachbilderbuch-Reihe Komm mit (ca. zehn Titel).
Seit Juli 2007 liegen von ihr auch eine Reihe gemeinsam mit ihrer Tochter Gwyneth Minte verfasster Romane für junge Frauen vor. Etwa zeitgleich wurden vier ihrer Freche Mädchen-Bücher fürs Kino verfilmt sowie der erste Band einer neuen Manga-Reihe Freche Mädchen – freche Manga! veröffentlicht.

## Rezeption
Die Wahrnehmung durch die Literaturkritik ist bislang eher sporadisch und richtet das Augenmerk vor allem auf die so erfolgreichen wie umsatzstarken Jugendbuchreihen von Bianka Minte-König – die Einschätzung der Autorin geht somit einher mit der Betrachtung eines von ihr federführend mitgestalteten Genres. Demnach wird das Genre „neuere Girlie-Literatur“ insgesamt trotz seiner Beliebtheit beim Zielpublikum und den daraus resultierenden Verkaufserfolgen nur sehr gering geschätzt.
So führte 2003 Hans-Heino Ewers in einem Hauptseminar mit dem Schwerpunkt Kinder- und Jugendliteratur an der Johann Wolfgang Goethe-Universität in Frankfurt am Main die neuere Girlie-Literatur unter besonderer Erwähnung von Bianca Minte-König mit dem Hinweis ein: „Überflüssig zu betonen, dass dieses von Forschung und Kritik so gering geschätzte Format sich bei der Zielgruppe größter Beliebtheit erfreut.“
Florian Felix Weyh kommentiert im Deutschlandfunk die mit glitzernden Covern und Stickern ausgestatteten Mädchenbuchreihen als Zeichen eines Verlagswettbewerbs, „wer die jugendlichen Leserinnen noch besser als Eingeborenenstamm mit Glasperlen gefügig machen kann“. Zur Autorin wird angemerkt: „Minte-König schreibt mit dem Holzhammer.“ Ihre Serie „Liebe und Geheimnis“ hätte zudem „das merkantile Kunststück geschafft, reine Heftchenromanware – esoterischen Quatsch plus verquälte Kitschromantik – ins Programm eines sonst angesehen Jugendbuchverlags zu hieven.“ Und dass die Autorin im Hauptberuf Medien- und Literaturpädagogik lehrt, „lässt einen sanft erzittern – und hoffen, ihre anzunehmende Jekyll & Hyde-Existenz trenne strikt zwischen den Persönlichkeiten.“
Zwei andere Stimmen hingegen begründen den Erfolg der Autorin mit der gefundenen Nähe zu ihrer anvisierten Zielgruppe.
Das „Leseforum Bayern“ des Staatsinstituts für Schulqualität und Bildungsforschung (ISB) gesteht der Autorin bei der Besprechung eines ihrer Serienmädchenbücher zu, dass sie „sich sehr nahe an der Mentalität und den so zerbrechlichen Empfindungen junger Menschen bewegt“ und mit ihrer Sprache „den Jugend-Slang wohl recht genau“ treffe.
Auch die Verfilmung von Freche Mädchen nach mehreren Büchern aus den Mädchenreihen von Bianca Minte-König findet bei den Oberösterreichischen Nachrichten durchaus Anklang, wenn sie ihre Kritik dazu mit der Bemerkung enden lässt: «Eine harmlose, fröhliche Teenager-Komödie, die das Leben ausschließlich durch die pubertätsverwirrten, aber klugen Augen der „frechen Mädchen“ betrachtet.»

## Bibliographie

### Kindersachbilderbücher
mit Illustrationen von Hans-Günther Döring in der Reihe Komm mit des Thienemann Verlags:
- Komm mit, die Schule fängt an. 1999, als Mini-Ausgabe 2001. ISBN 978-3-52243369-3.
- Komm mit, es weihnachtet sehr. 1999. ISBN 978-3-52243311-2.
- Komm mit, wir entdecken den Frühling. 2001. ISBN 978-3-52243351-8.
- Komm mit, wir entdecken den Winter. 2001. ISBN 978-3-52243352-5.
- Komm mit, wir entdecken den Sommer. 2002. ISBN 978-3-52243353-2.
- Komm mit, wir entdecken die Jahreszeiten. Sammelband. 2015. ISBN 978-3-52243791-2.
- Komm mit, wir entdecken das Meer. 2004. ISBN  978-3-52243418-8.
- Komm mit, wir bauen ein Haus. 2005. ISBN 978-3-52243497-3.
- Komm mit in den Kindergarten. 2007, als Mini-Ausgabe 2008. ISBN 978-3-52243530-7.
- Komm mit in die Schule. 2008. ISBN 978-3-52243588-8.

### Jugendbuchreihen
ebenfalls im Thienemann Verlag:
→ Freche Mädchen – freche Bücher
- Freche Mädchen 2
  - Handy-Liebe. 2000, 2007. ISBN 978-3-52217376-6.
  - Hexentricks & Liebeszauber. 2001. ISBN 978-3-52217420-6.
  - Liebesquiz & Pferdekuss. 2001, 2008 (Sonderausgabe zum Film). ISBN 978-3-52217455-8.
  - Liebestrank & Schokokuss. 2003, 2008. ISBN 978-3-52218120-4.
  - Superstars & Liebesstress. 2004, 2008. ISBN 978-3-52217636-1.
  - Liebestest & Musenkuss. 2004, 2008. ISBN 978-3-52218121-1.
  - Liebeslied & Schulfestküsse. 2005. ISBN 978-3-52217759-7.
  - SMS & Liebesstress. 2006. ISBN 978-3-52217825-9.
  - Freche Flirts & Liebesträume. 2009. ISBN 978-3-52250086-9.
  - Frech und davon:
    - Milas Ferientagebuch: Mallorca. 2012. ISBN 978-3-52250303-7.
    - Milas Ferientagebuch: Paris. 2012. ISBN 978-3-52250319-8.
    - Milas Ferientagebuch: Berlin. 2013. ISBN 978-3-52250384-6.
- Kiki
  - Schulhof-Flirt & Laufstegträume. 2002, 2007. ISBN 978-3-52217491-6.
  - Knutschverbot und Herzensdiebe. 2003. ISBN 978-3-52217572-2.
  - Liebesfrust & Popstarkuss. 2005. ISBN 978-3-52217723-8.
  - Jungs & andere Katastrophen. 2007. ISBN 978-3-52217974-4.
  - Liebesschwüre und andere Katastrophen. 2009. ISBN 978-3-52250097-5.
  - Schulhofküsse & andere Katastrophen. 2010. ISBN 978-3-52250206-1.
- Leonie.
  - Liebe … ganz schön peinlich. 2006. ISBN 978-3-52217803-7.
  - Liebe … total verrückt. 2007. ISBN 978-3-52217932-4.
  - Liebe … voll chaotisch. 2008. ISBN 978-3-52250103-3.
  - Die Wilden Rosen … Jungsalarm! 2012. ISBN 978-3-52250245-0.
- Vinni.
  - Generalprobe. 1998. ISBN 978-3-52217125-0.
  - Theaterfieber. 1999. ISBN 978-3-52217265-3.
  - Herzgeflimmer. 2001. ISBN 978-3-52250110-1.

→ Liebe & Geheimnis
- Esmeraldas Fluch. 2002, 2008. ISBN 978-3-52218066-5.
- Schule der dunklen Träume. 2004, 2008. ISBN 978-3-52217607-1.
- Schrei aus der Vergangenheit. 2006, 2008. ISBN 978-3-52217799-3.
- SMS aus dem Jenseits. 2007. ISBN 978-3-52217526-5.
- Nebel des Vergessens. 2007. ISBN 978-3-52218010-8.
- Das flüsternde Herz. 2007. ISBN 978-3-52218012-2.
- Liebesbriefe an eine Tote. 2008. ISBN 978-3-52217915-7.
- Die bösen Mädchen von Warfield Manor. 2009. ISBN 978-3-52220058-5.

#### Comics im Mangastil
Im Verlag Tokyopop, Hamburg, erschienen bzw. erscheinen von ihr als Autorin in der Buchreihe Freche Mädchen – freche Manga! folgende Comics im Mangastil mit Zeichnungen bzw. Zeichnern von Inga Steinmetz, Skript und Redaktion: Yuki Kowalsky:
- Handykuss & Liebesrätsel. 2008. ISBN 978-3-86719425-9.
- Hexerei & Süße Träume. 2009. ISBN 978-3-86719-426-6.
- Liebesbrief und Zickenzoff. 2010. ISBN 978-3-86719427-3.

#### Verfilmung
- Freche Mädchen.[11] – nach vier Hanna, Mila, Kati-Büchern: Liebesquiz & Pferdekuss, Liebestrank & Schokokuss, Superstars & Liebesstress und teilweise Liebestest & Musenkuss. Produktion Ulrich Limmers Collina Film. Drehbuch: Maggie Peren. Regie:  Ute Wieland. Verleih: Constantin Film. 2008

#### Vertonungen
Für die Vertonungen ihrer Freche Mädchen-Bücher wurden u. a. ihre Tochter Gwyneth sowie die beiden Girlgroup-Sängerinnen Marleen Heitzmann und Sabrina Ziegler von Samajona als Darstellerinnen eingesetzt. Das Hörspiel Handy-Liebe erreichte Bestseller-Status.
Im Der Audio Verlag, Berlin, erschienen seit 2003 auf der Grundlage ihrer Jugendbücher bisher folgende Hörbücher als Lesung und Hörspiele:
| Handy-Liebe. 2003. ISBN 978-3-89813-273-2                           | Marleen Heitzmann, Sabrina Ziegler (beide von Samajona), Gwyneth Minte, Jutta Zingsheim, Klaus Christopher, Max Schrebb, Clara Hensel, Alex Medori, Nadja Lindner, Daniel Hauser, Wiebke Wolter | Samajona | Albert Fetzer   | 75 Min. |
| Hexentricks & Liebeszauber. 2003. ISBN 978-3-89813-274-9            | Marleen Heitzmann, Sabrina Ziegler (beide von Samajona), Gwyneth Minte, Jutta Zingsheim, Klaus Christopher, Max Schrebb, Clara Hensel, Alex Medori, Nadja Lindner, Daniel Hauser, Wiebke Wolter | Samajona | Albert Fetzer   | 77 Min. |
| Liebesquiz & Pferdekuss. 2004. ISBN 978-3-89813-306-7               | Marleen Heitzmann, Sabrina Ziegler (beide von Samajona) | Samajona | Albert Fetzer   | 78 Min. |
| Freche Mädchen. Hörspiel zum Kinofilm. 2008. ISBN 978-3-89813-725-6 | Emilia Schüle, Selina Shirin Müller, Henriette Nagel, Anke Engelke, Wilson Gonzalez Ochsenknecht                                                                                                |          | Sabine Stiepani | 80 Min. |

| Freche Mädchen …-Hörbücher                                          | Freche Mädchen …-Hörbücher        | Freche Mädchen …-Hörbücher | Freche Mädchen …-Hörbücher | Freche Mädchen …-Hörbücher |
| Titel                                                               | Sprecher/in                       | Regie                      | Dauer                      |                            |
| ------------------------------------------------------------------- | --------------------------------- | -------------------------- | -------------------------- | -------------------------- |
| Liebestrank & Schokokuss. 2008. ISBN 978-3-89813-718-8              | Gwyneth Minte                     | Ulrich Biermann            | 158 Min.                   |                            |
| Superstars & Liebesstress. 2008. ISBN 978-3-89813-719-5             | Gwyneth Minte                     | Sabine Stiepani            | 142 Min.                   |                            |
| Liebestest & Musenkuss. 2008. ISBN 978-3-89813-768-3                | Gwyneth Minte                     | Sabine Stiepani            | 143 Min.                   |                            |
| Liebesschwüre und andere Katastrophen. 2008. ISBN 978-3-89813-769-0 | Gwyneth Minte                     | Sabine Stiepani            | 158 Min.                   |                            |
| Freche Flirts & Liebesträume. 2009. ISBN 978-3-89813-914-4          | Gwyneth Minte                     | Sabine Stiepani            | 158 Min.                   |                            |
| Meine Liebe – deine Liebe. 2009. ISBN 978-3-89813-863-5             | Bianka Minte-König, Gwyneth Minte | Sabine Stiepani            | 158 Min.                   |                            |
| Meine Küsse – deine Küsse. 2010. ISBN 978-3-89813-939-7             | Bianka Minte-König, Gwyneth Minte | Sabine Stiepani            | 140 Min.                   |                            |
| Schulhofküsse & andere Katastrophen. 2010. ISBN 978-3-86231-005-0   | Gwyneth Minte                     | Sabine Stiepani            | 158 Min.                   |                            |
| Meine Freunde – deine Freunde. 2011. ISBN 978-3-86231-090-6         | Gwyneth Minte, Bianka Minte-König | Sabine Stiepani            | 139 Min.                   |                            |
| Herzklopfen & Kussfinale. 2011. ISBN 978-3-86231-061-6              | Gwyneth Minte                     | Sabine Stiepani            | 140 Min.                   |                            |

Im Jahr 2008 werden erstmals Bücher aus der Reihe Liebe & Geheimnis vertont, mit Nana Spier als Sprecherin.
| Liebe & Geheimnis-Hörbücher                        | Liebe & Geheimnis-Hörbücher | Liebe & Geheimnis-Hörbücher | Liebe & Geheimnis-Hörbücher | Liebe & Geheimnis-Hörbücher |
| Titel                                              | Sprecher/in                 | Regie                       | Dauer                       |                             |
| -------------------------------------------------- | --------------------------- | --------------------------- | --------------------------- | --------------------------- |
| SMS aus dem Jenseits. 2008. ISBN 978-3-7857-3623-4 | Nana Spier                  |                             | 135 Min.                    |                             |
| Nebel des Vergessens. 2009. ISBN 978-3-7857-3673-9 | Nana Spier                  |                             |                             |                             |

### Jugendromane
Im Heyne Verlag, München, erschienen bzw. erscheinen von ihr und Gwyneth Minte in der Romanreihe: Liebe? bisher folgende Titel:
- Band 1 Liebe? Aber klar doch! 2007. ISBN 978-3-45358022-0.

- Band 2 Liebe? Immer wieder! 2007. ISBN 978-3-45358023-7.
- Band 3 Liebe? Jetzt sofort?! 2007. ISBN 978-3-45358024-4.
- Band 4 Liebe? Nur mit dir! 2008. ISBN 978-3-45340541-7.
- Band 5 Liebe? Für immer! 2008. ISBN 978-3-45340542-4.
- Band 6 Liebe? Ohne Wenn und Aber! 2009, ISBN 978-3-45340543-1.

### Wissenschaftliche Publikationen
- Bianka Minte-König: Fernsehen und Video im Deutschunterricht : zur Didaktik audiovisueller Rezeptions- und Produktionsmedien. Fink, München 1980, ISBN 3-7705-1876-4.